# El Bocja
El Bocja es una localidad de México perteneciente al municipio de El Arenal en el estado de Hidalgo.

## Toponimia
En idioma otomí quiere decir "Dinero".

## Geografía
A la localidad le corresponden las coordenadas geográficas 20° 12’ 44.322” de latitud norte y 98° 55’ 0.01” de longitud oeste, con una altitud de 2043 m s. n. m. Se encuentra a una distancia aproximada de 2.46 kilómetros al suroeste de la cabecera municipal, El Arenal.
En cuanto a fisiografía se encuentra dentro de las provincia del Eje Neovolcánico, dentro de la subprovincia de Llanuras y Sierras de Querétaro e Hidalgo; su terreno es de llanura y lomerío. En lo que respecta a la hidrografía se encuentra posicionado en la región del río Panuco, dentro de la cuenca del río Moctezuma, en la subcuenca del río Actopan. Cuenta con un clima semiseco templado.

## Demografía
En 2020 registró una población de 1490 personas, lo que corresponde al 7.51 % de la población municipal. De los cuales 707 son hombres y 783 son mujeres. Tiene 357 viviendas particulares habitadas.
| Gráfica de evolución demográfica de El Bocja entre 1960 y 2020                               |
|                                                                                              |
| Población de los censos y conteos del Instituto Nacional de Estadística y Geografía (INEGI). |

## Economía
La localidad tiene un grado de marginación medio y un grado de rezago social bajo.